# Vicolo del Cedro
Vicolo del Cedro (”cedergränden”) är en gränd i Trastevere i Rom. Gränden löper från Vicolo della Frusta till Via della Scala. Enligt uppgift skall renässanskonstnären Rafaels älskarinna Margherita Luti (”La Fornarina”) ha bott vid denna gränd.